# Saale-Leipzig-Kanal
| Zuläufe und Bauwerke \| Elster-Saale-Kanal \| Elster-Saale-Kanal \| Elster-Saale-Kanal \| Elster-Saale-Kanal \| Elster-Saale-Kanal \| \| ------------------ \| ---------------------------- \| ------------------ \| -------------------- \| ------------------ \| \| Legende \| \| \| \| \| \| \| verrohrte Gewässerverbindung \| \| vom Lindenauer Hafen \| \| \| \| Eisenbahnbrücke \| \| \| \| \| \| Eisenbahnbrücke \| \| \| \| \| \| Merseburger Straße \| \| Bundesstraße 181 \| B181 \| \| \| Miltitzer Straße \| \| Kreisstraße 6562 \| K 6562 \| \| \| Wirtschaftsweg \| \| \| \| \| \| Unterquerung Zschampert \| \| \| \| \| \| Ochsensaalbrücke \| \| \| \| \| \| Unterquerung Am Kanal \| \| \| \| \| \| Unterquerung B 186 \| \| Bundesstraße 186 \| B186 \| \| \| Autobahnbrücke A 9 \| \| Bundesautobahn 9 \| A9 \| \| \| Kfz-Brücke \| \| \| \| \| \| Unterquerung Graben \| \| \| \| \| \| Kfz-Brücke L 185 \| \| Landesstraße 185 \| L 185 \| \| \| Unterquerung Graben \| \| \| \| \| \| gr. Kfz-Brücke B 181 \| \| Bundesstraße 181 \| B181 \| \| \| \| \| \| \| |                              |  |                      |        |
| Elster-Saale-Kanal |                              |  |                      |        |
| Legende |                              |  |                      |        |
| | verrohrte Gewässerverbindung |  | vom Lindenauer Hafen |        |
| | Eisenbahnbrücke              |  |                      |        |
| | Eisenbahnbrücke              |  |                      |        |
| | Merseburger Straße           |  | Bundesstraße 181     | B181   |
| | Miltitzer Straße             |  | Kreisstraße 6562     | K 6562 |
| | Wirtschaftsweg               |  |                      |        |
| | Unterquerung Zschampert      |  |                      |        |
| | Ochsensaalbrücke             |  |                      |        |
| | Unterquerung Am Kanal        |  |                      |        |
| | Unterquerung B 186           |  | Bundesstraße 186     | B186   |
| | Autobahnbrücke A 9           |  | Bundesautobahn 9     | A9     |
| | Kfz-Brücke                   |  |                      |        |
| | Unterquerung Graben          |  |                      |        |
| | Kfz-Brücke L 185             |  | Landesstraße 185     | L 185  |
| | Unterquerung Graben          |  |                      |        |
| | gr. Kfz-Brücke B 181         |  | Bundesstraße 181     | B181   |
| |                              |  |                      |        |

Der Saale-Leipzig-Kanal (SLK), von der Wasserstraßen- und Schifffahrtsverwaltung des Bundes bis 1999 als Elster-Saale-Kanal bezeichnet und von der halleschen Seite auch Saale-Elster-Kanal genannt, ist ein 1933 begonnenes und 1943 eingestelltes Kanalprojekt, das die Weiße Elster in Leipzig mit der Saale bei Leuna verbinden und somit Leipzig über Saale und Elbe an das norddeutsche Wasserstraßennetz und über Hamburg an die Nordsee anbinden sollte. Der Kanal war für Schiffe bis 1000 Tonnen geplant (etwa Klasse IV).
Das elf Kilometer lange geflutete Teilstück zählt zu den sogenannten „sonstigen Bundeswasserstraßen“.

## Vorgängerprojekte

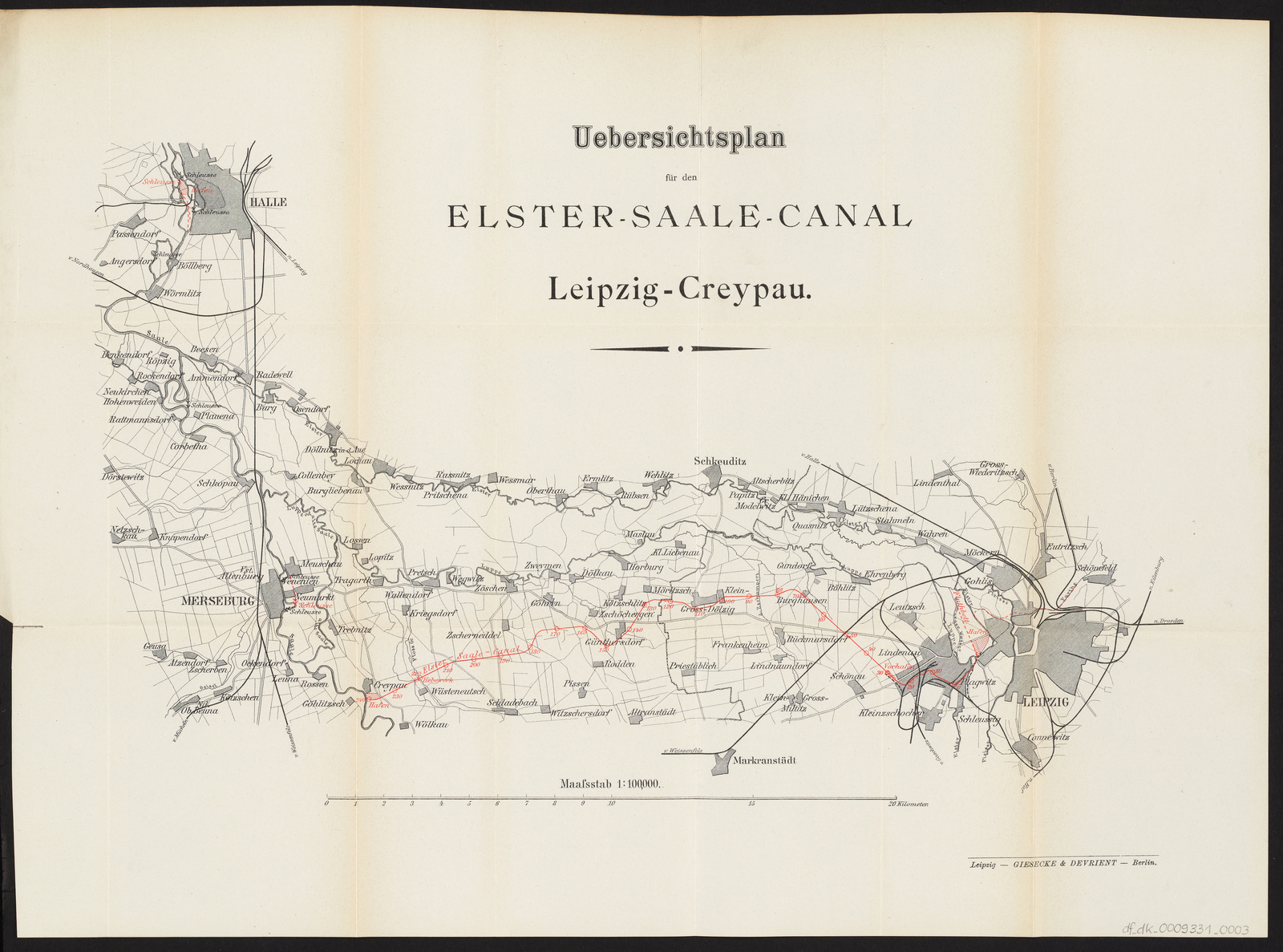
Geplanter Verlauf 1891

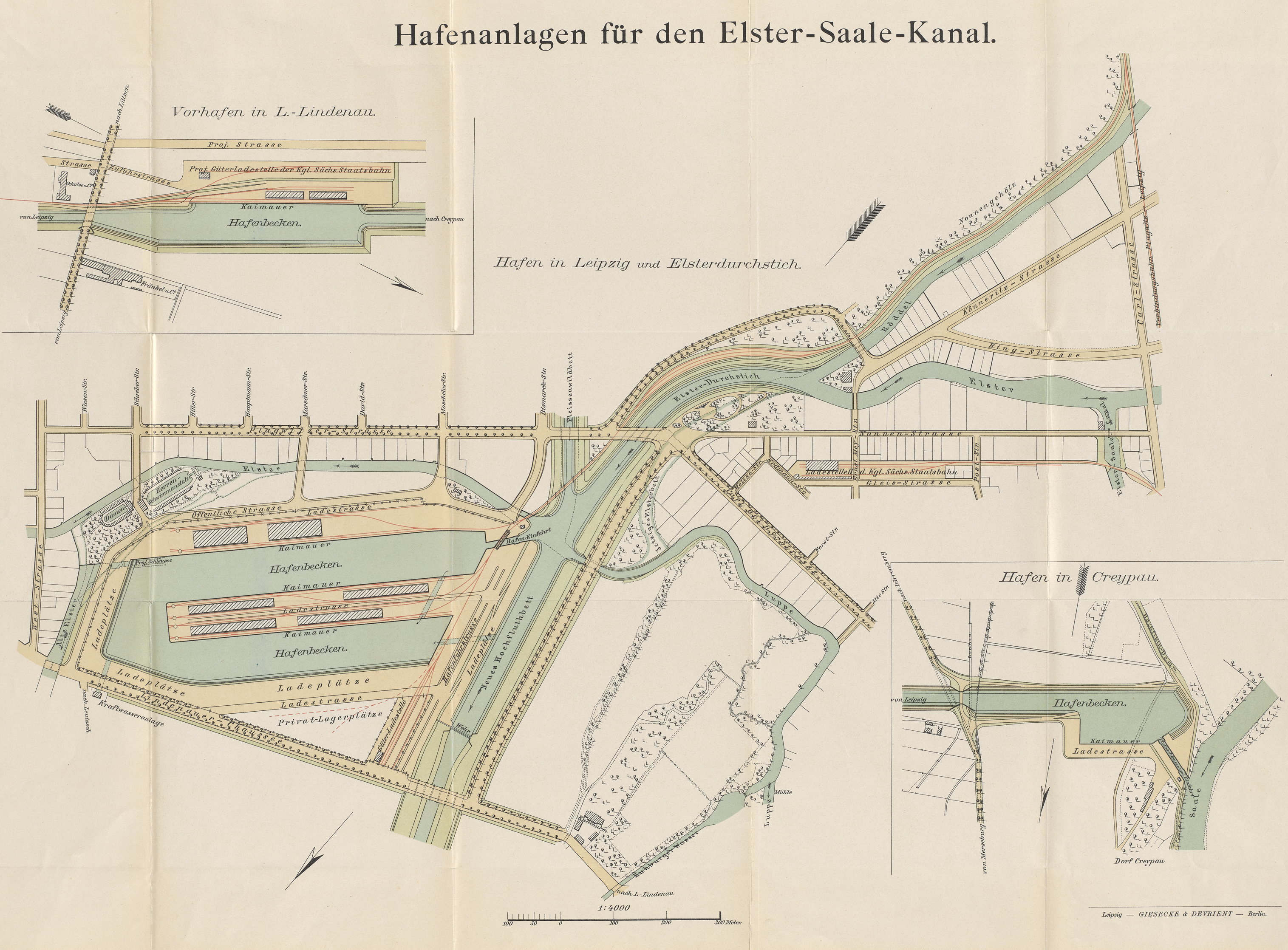
Geplante Hafenanlagen, 1891

Ab 1578 wurde der Elsterfloßgraben angelegt, der von der Weißen Elster bei Crossen unter anderem zur Saale bei Bad Dürrenberg führte. Er diente dem Transport von Holz und ist heute über weite Strecken im Gelände noch erkennbar.
Bereits König Friedrich August I. von Sachsen (1763–1827) veranlasste die Planung einer Wasserverbindung Leipzigs mit Saale und Unstrut. Die Napoleonischen Kriege von 1805 bis 1815 stoppten diese Pläne jedoch, und das Projekt wurde nicht weiter verfolgt.
Auf Initiative des Leipziger Unternehmers und Stadtverordneten Karl Heine, der das Projekt in den Mittelpunkt der Wirtschaftsentwicklung Leipzigs stellte, begannen an der Weißen Elster 1856 die Schachtarbeiten zu einem Kanal. 1898 wurde der vorerst letzte Bauabschnitt fertiggestellt, nachdem eine Länge von etwa 2,6 km erreicht war. Dieser Kanal wurde nach seinem Initiator Karl-Heine-Kanal benannt. Der Saale-Leipzig-Kanal hätte über den Lindenauer Hafen an den Karl-Heine-Kanal angeschlossen werden sollen, womit die Verbindung durch die Leipziger Innenstadt zur Weißen Elster hergestellt worden wäre.

## Bau des Kanals

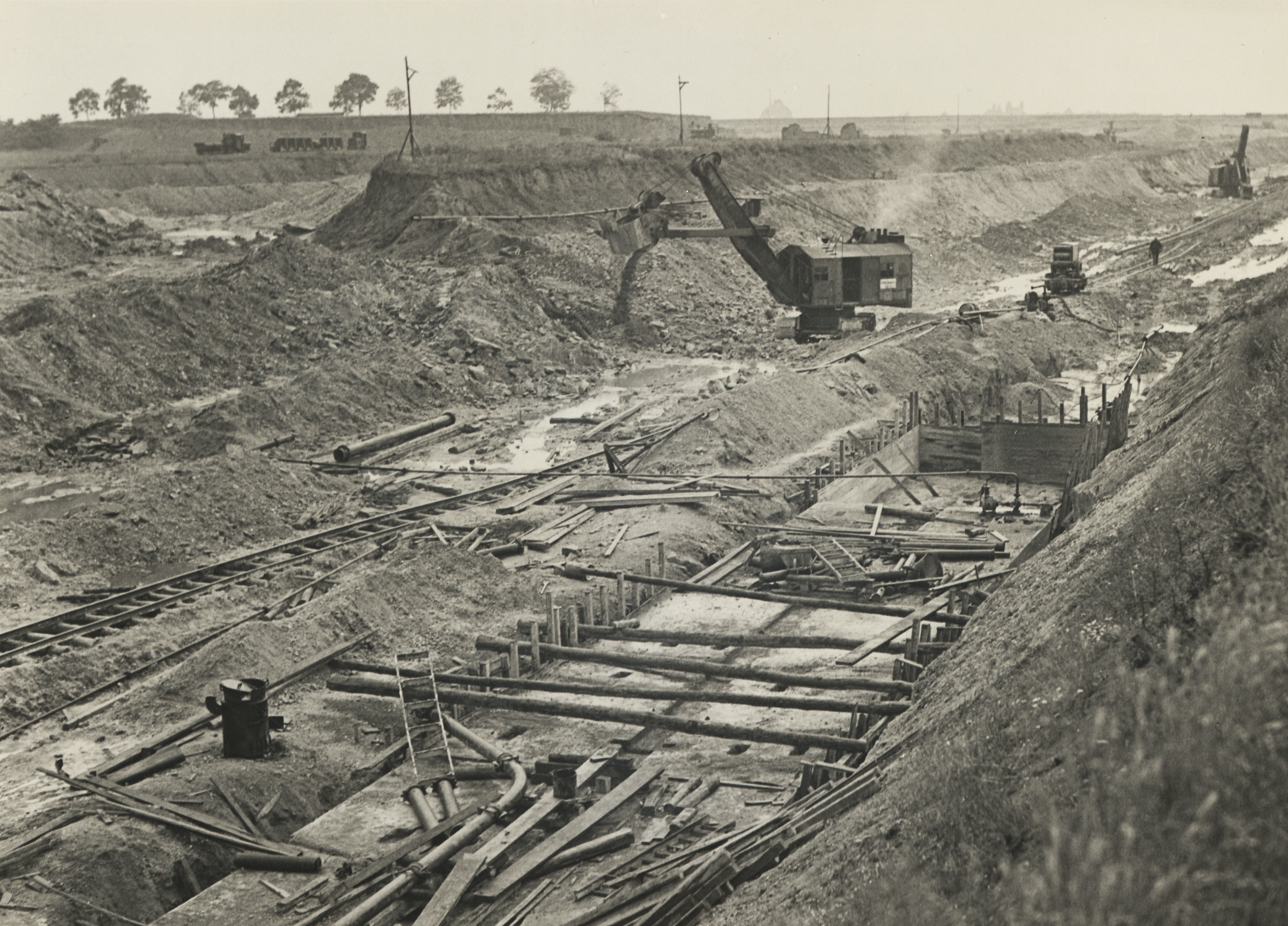
Bau des Kanals, nach 1933

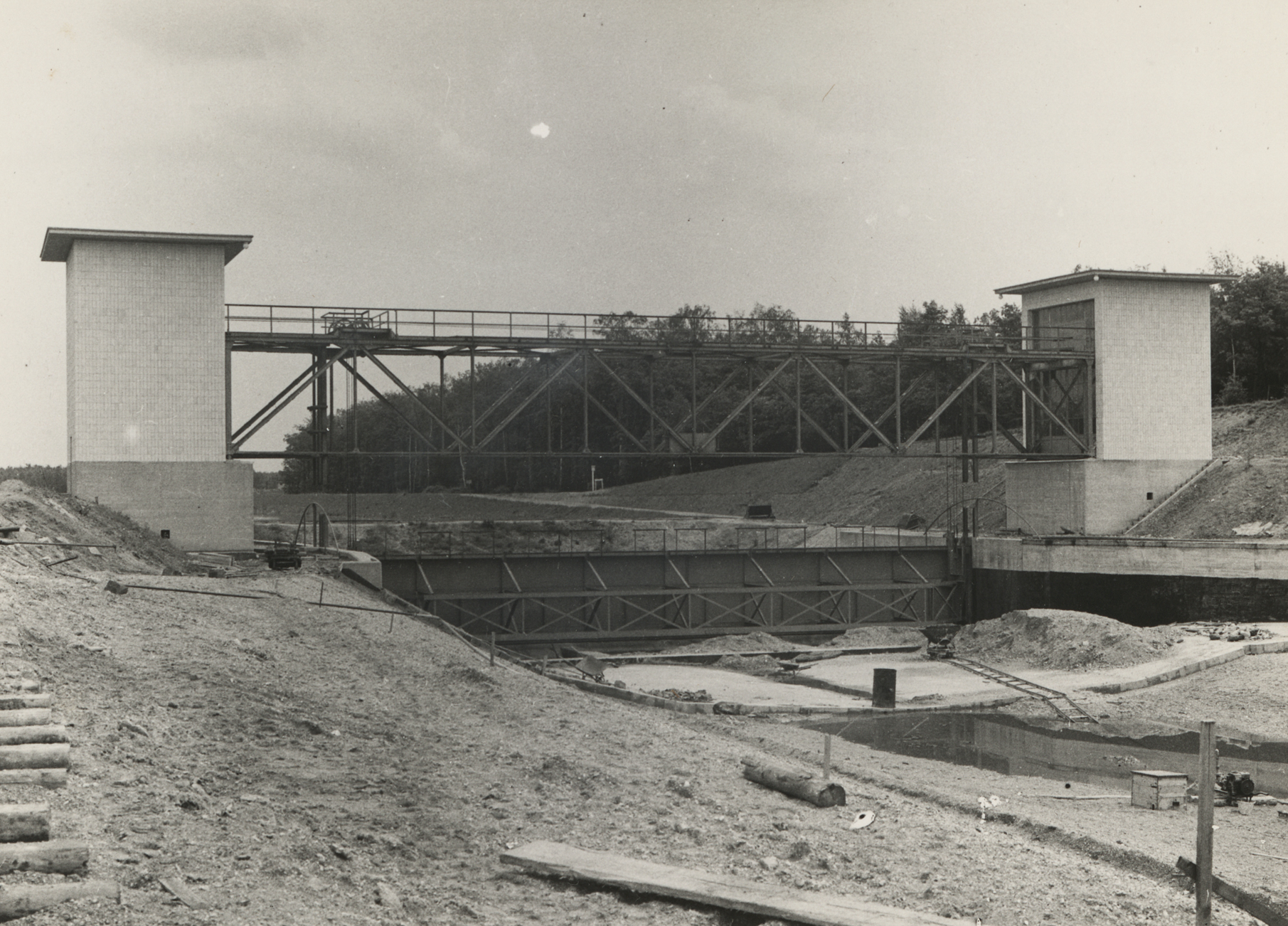
Sicherheitstor Ost bei Burghausen, um 1937

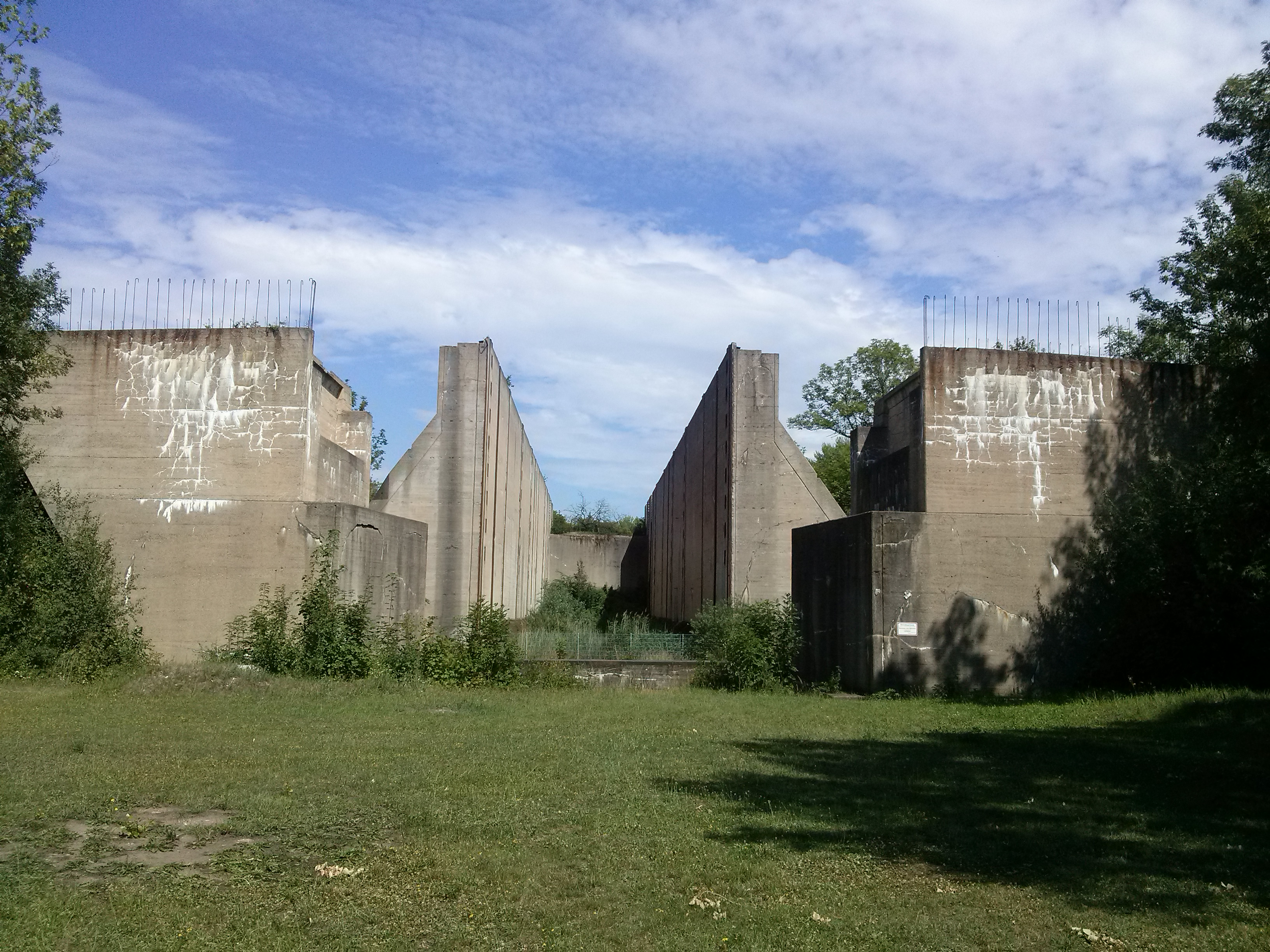
Schleusenruine Wüsteneutzsch 2017

Am 16. November 1920 wurde in einem Regierungsabkommen der Bau des hier als „Südflügel des Mittellandkanals“ bezeichneten Saale-Leipzig-Kanals festgelegt. In einem am 26. Juli 1926 abgeschlossenen Staatsvertrag zur Vollendung des Mittellandkanals wurde ausdrücklich der gleichzeitige Baubeginn und die Fertigstellung dieses Südflügels mit dem Mittellandkanal festgelegt.
Am 11. Juli 1933 begannen bei Burghausen die Arbeiten am Kanal. Bis zu 2000 Arbeitskräfte, die zuerst im Rahmen einer Arbeitsbeschaffungsmaßnahme vorwiegend unter Arbeitslosen rekrutiert wurden, waren an der Baustelle, die 1934 eine der größten im Deutschen Reich war, eingesetzt. Mit einer Tiefe von 3,5 m und einer Wasserspiegelbreite von 32 m bis 37 m war der Kanal für zweischiffigen Betrieb mit den damals modernsten 1000-t-Kanalschiffen ausgelegt. Bis 1936 gingen die Arbeiten zügig voran, der aufrüstungsbedingte Arbeitskräftemangel konnte durch den Einsatz schwerer Baumaschinen wie Eimerkettenbagger und Kratzbänder kompensiert werden. In den folgenden Jahren verringerte sich jedoch die Intensität der Arbeiten zu Gunsten einer beschleunigten Fertigstellung des für den Transport wichtiger Rüstungsgüter benötigten Mittellandkanals immer weiter. Die Geländegegebenheiten im geplanten Verlauf des Kanals bis zur Saale erforderten teilweise Aufschüttungen von bis zu 16 Meter über Geländeniveau; dieses aufgeschüttete Teilstück bezeichnet man als Dammstrecke.

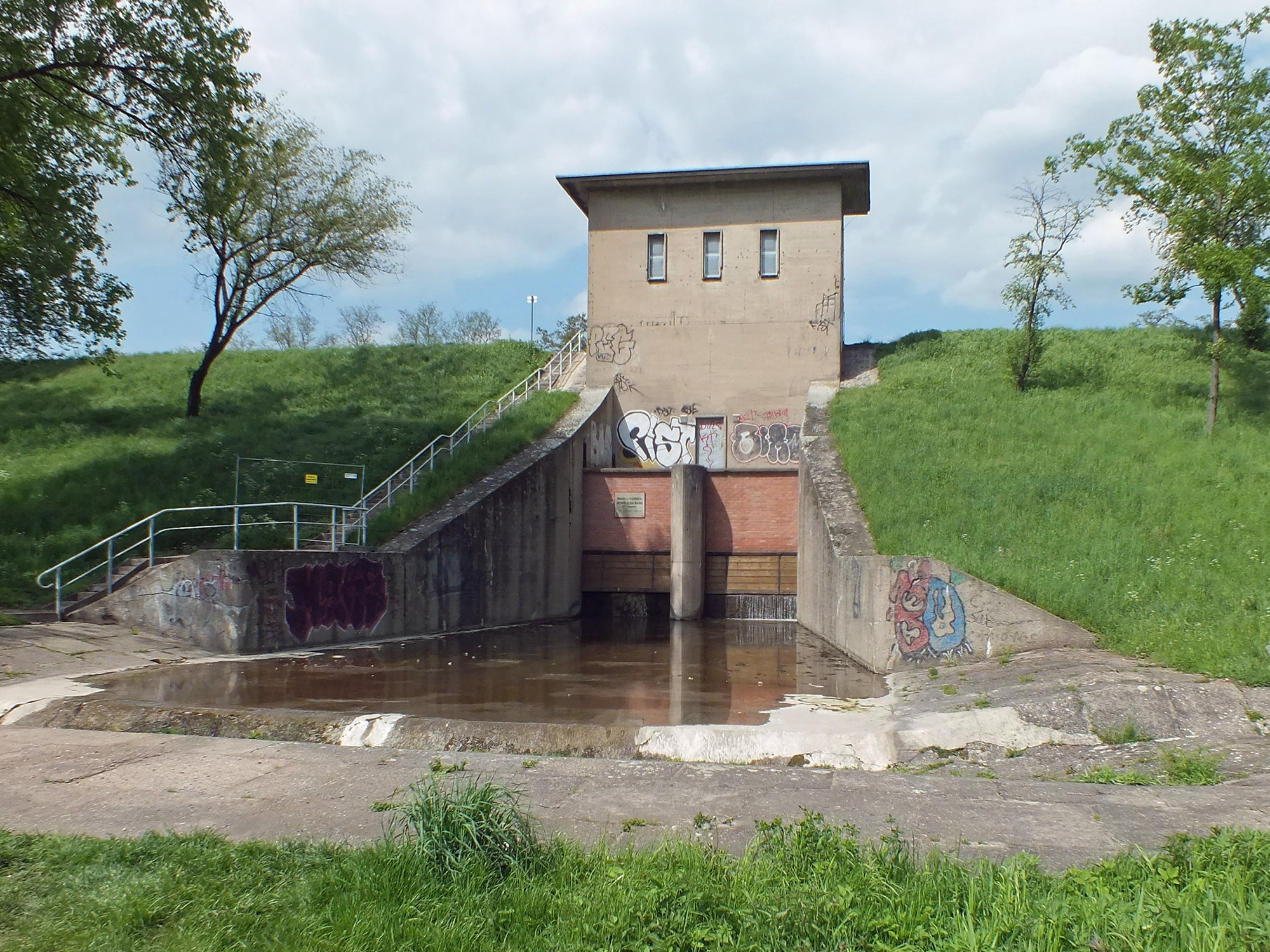
Entlastungsbauwerk zur Wasserstandsregulierung

 Um den Kanal für Reparaturarbeiten oder im Notfall entleeren zu können, wurden eine Entlastungsanlage sowie zwei Sicherheitstore am Bienitz bei Burghausen (Sicherheitstor Ost) und Zschöchergen (Sicherheitstor West, km 7,70) errichtet. Die Sicherheitstore sollten die Dammstrecke im Bedarfsfall (bei Dammbruch oder Reparaturarbeiten) abschotten; über die in den Damm integrierte Entlastungsanlage in den Zschampert konnten die Dammstrecke nach dem Heberprinzip kontrolliert entleert oder der Wasserspiegel bei Hochwasser reguliert werden. Der Zschampert quert hier in einer 100 Meter langen Unterführung den Kanal sieben Meter unter dessen Wasserspiegel. Diese Bauwerke, mehrere stählerne Fachwerk-Straßenbrücken über den Kanal sowie zwei Straßenunterführungen für die heutige Bundesstraße 186 in Dölzig wurden bis 1938 fertiggestellt. Zur Überwindung des Höhenunterschieds des Kanals zur Saale wurde zuletzt mit den Arbeiten an einer Schleusentreppe mit zwei Schleusen bei Wüsteneutzsch begonnen. Die Schleusen waren als Sparschleuse projektiert. Die Schleusenkammern der geplanten Schleusentreppe Wüsteneutzsch hatten eine Länge von 85 Meter, eine Breite von 12 Meter sowie eine Drempeltiefe von 3 m und entsprachen somit in ihren Abmessungen den Anforderungen zur Schleusung von 1000-t-Kanal-Schiffen. Die sich mit dem Beginn des Zweiten Weltkriegs im September 1939 immer weiter verzögernden Arbeiten wurden schließlich Anfang 1943 ganz eingestellt. Vom Gesamtbauvolumen waren bis zu diesem Zeitpunkt etwa 75 Prozent ausgeführt.
Von den geplanten 19 Kilometern wurden 11 Kilometer fertiggestellt und 1939 mit Wasser gefüllt, weitere 5,5 km bereits teilweise ausgeschachtet. Der Kanal, der bei Kreypau in die Saale münden sollte, endet in der Nähe von Günthersdorf (Sachsen-Anhalt).

## Der Lindenauer Hafen

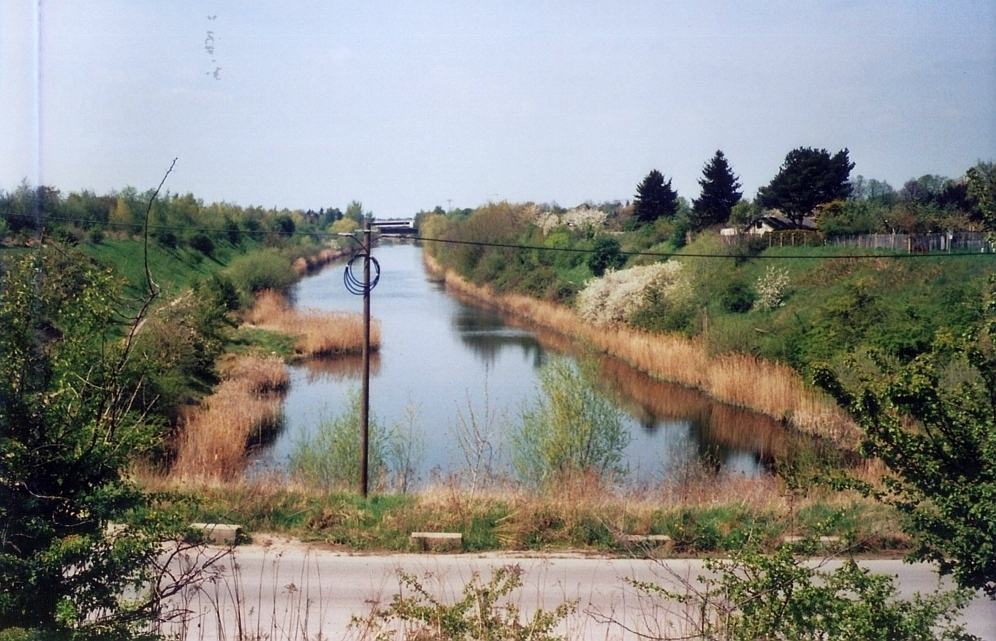
Beginn des Saale-Leipzig-Kanals direkt am Lindenauer Hafen

Im Mai 1938 begann man mit der Ausbaggerung des Hafenbeckens bei km 18,76 sowie der Errichtung der ersten Speichergebäude. Projektiert war der Lindenauer Hafen als Industrie- und Umschlaghafen mit je zwei Industrie- und Umschlaghafenbecken. In der ersten Ausbaustufe war zunächst nur die Errichtung je eines Industrie- und Umschlaghafenbeckens geplant. Das Umschlaghafenbecken war mit einer Länge von 1.000 m und einer Breite von 70 m groß genug, um an den beiden Kais je zwei nebeneinander liegende Schiffe be- und entladen zu können.
Bis zur Einstellung der Arbeiten im Frühjahr 1943 waren bereits große Teile der Hafenanlagen fertiggestellt. Nicht vollendet wurde die jeweilige Anbindung an den Elster-Saale- sowie den Karl-Heine-Kanal.
Von 1945 bis 1996 wurden die bereits fertiggestellten Speicher- und Lagergebäude des Hafens genutzt. Seitdem verfallen die Gebäude auf dem fast 40 ha großen Gelände zusehends. Seit Herbst 1997 stehen der Lindenauer Hafen und die dazugehörigen Anlagen und Gebäude unter Denkmalschutz.
Die Verbindung des Hafens zum Karl-Heine-Kanal wurde am 18. Juli 2012 durch den Stadtrat beschlossen. Am 29. Januar 2015 wurde begonnen, die 665 Meter lange Anbindung des Karl-Heine-Kanals an den Lindenauer Hafen zu fluten. Der Vorgang war planmäßig drei Wochen später abgeschlossen. Am 2. Juli 2015 wurde die neue Strecke für den Bootsverkehr freigegeben.
Ein Baubeginn für die rund 100 Meter lange fehlende Verbindung des Lindenauer Hafens mit dem Saale-Leipzig-Kanal ist nicht absehbar. Die Lyoner Straße wird als Ausweichroute während des Neubaus der Bahnbrücken in der Georg-Schwarz-Straße benötigt. Die Verbindung kann erst hergestellt werden, wenn im Karl-Heine-Kanal südlich der Luisenbrücke ein Sperrwerk für Hoch- und Niedrigwasserfälle errichtet wurde.

## Der Kanal heute

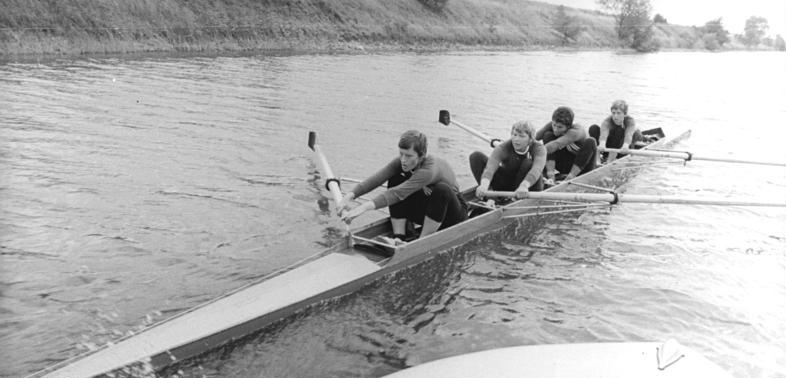
Schon in DDR-Zeiten diente der Kanal als Ruderstrecke (1979)

Von 1947 bis 1949 gab es von Seiten sächsischer Politiker Bestrebungen, die Arbeiten am Saale-Leipzig-Kanal wieder aufzunehmen und diesen zu vollenden. Konkrete Beschlüsse oder Festlegungen wurden hierzu jedoch nie gefasst, zumal die sowjetischen Besatzer kein Interesse am Weiterbau hatten. Auch die Regierung der am 7. Oktober 1949 gegründeten DDR traf keinerlei Festlegungen, die eine Fertigstellung des Kanals möglich gemacht hätten. So wurde in den 1950er Jahren unter anderem eines der beiden Sicherheitstore demontiert, um es in ein Bauwerk des Oder-Havel-Kanals einzubauen. Vor dem Hintergrund der Ölpreiskrise in den 1970er- und 1980er-Jahren rückte die Fertigstellung des Kanals nochmals in den Blickpunkt des Interesses staatlicher Funktionäre, jedoch wurden diese Überlegungen schnell wieder verworfen.
Die Wirtschaftlichkeit eines Ausbaus des Kanals ist aufgrund des vorherrschenden Straßengüterverkehrs sehr umstritten. Die ehemals in Leipzig-Plagwitz ansässige Industrie ist als potenzieller gewerblicher Nutznießer nicht mehr vorhanden. Jedoch gibt es Bestrebungen einiger Fördervereine zur Fertigstellung des Kanals, die darin unter dem Slogan „Von der Elster an die Alster“ eine Chance für den Tourismus in der Region sehen.
2011 kam der Kanal wieder ins Gespräch, angeregt vom 2007 gegründeten Saale-Elster-Kanal Förderverein. In der Diskussion stehen jährlich eine halbe Million Touristen und Kosten von 100 Millionen Euro; zumindest nach Gutachten, die vom Verein selbst und auch von der Stadt Leipzig in Auftrag gegeben wurden. Im Februar 2012 wurde eine Potenzialanalyse der Städte Leipzig und Halle sowie dem Landkreis Saalekreis vorgestellt. Der Verein favorisiert ein Schiffshebewerk neben der Schleusenruine in Wüsteneutzsch nach dem Vorbild des Falkirk Wheel in Schottland. Zehn Jahre später werden die Kosten bereits auf 200 Mio. Euro geschätzt.
Trotz der für die Region in Ausschau gestellten Vorteile für den Tourismus gibt es zahlreiche Kritiker. Diese führen vorrangig das Problem der Finanzierung an und zweifeln außerdem an einer ausreichenden Nachfrage. Der Bund als Verwalter der Wasserstraßen in Deutschland hat bereits mehrfach betont, dass diese für ihn geringwertige Wasserstraße nicht über die bisherige Instandhaltung hinaus finanziert wird. Das Land Sachsen-Anhalt und insbesondere der Saalekreis, wo die Baumaßnahmen stattfinden würden, haben aber aufgrund des zweifelhaften Nutzens für sich selbst nur wenig Motivation für eine Finanzierung. Große Fürsprachen kommen dagegen aus den Anrainerorten, den Städten Leuna, Halle und vor allem Leipzig. Diese können das Projekt allerdings finanziell nicht allein bewältigen. Versuche, den Kanal in private Hände zu geben, sind bisher gescheitert.
Befürchtet werden neben den eigentlichen Baukosten für die Fertigstellung des Kanals, des Schiffshebewerkes sowie der Hafenanlage in Leipzig auch enorme Folgekosten für die Sanierung von Saale und Elbe insbesondere bei einer möglichen Nutzung größerer Fahrgastschiffe.(Quelle?)
Das 2015 vorgelegte Tourismuswirtschaftliche Gesamtkonzept für die Gewässerlandschaft im mitteldeutschen Raum führt die Anbindung des Kanals an die Saale als eines von zehn Leuchtturmprojekten an.
Der Betriebsweg auf der Nordseite soll zum asphaltierten Radweg ausgebaut werden.

## Galerie

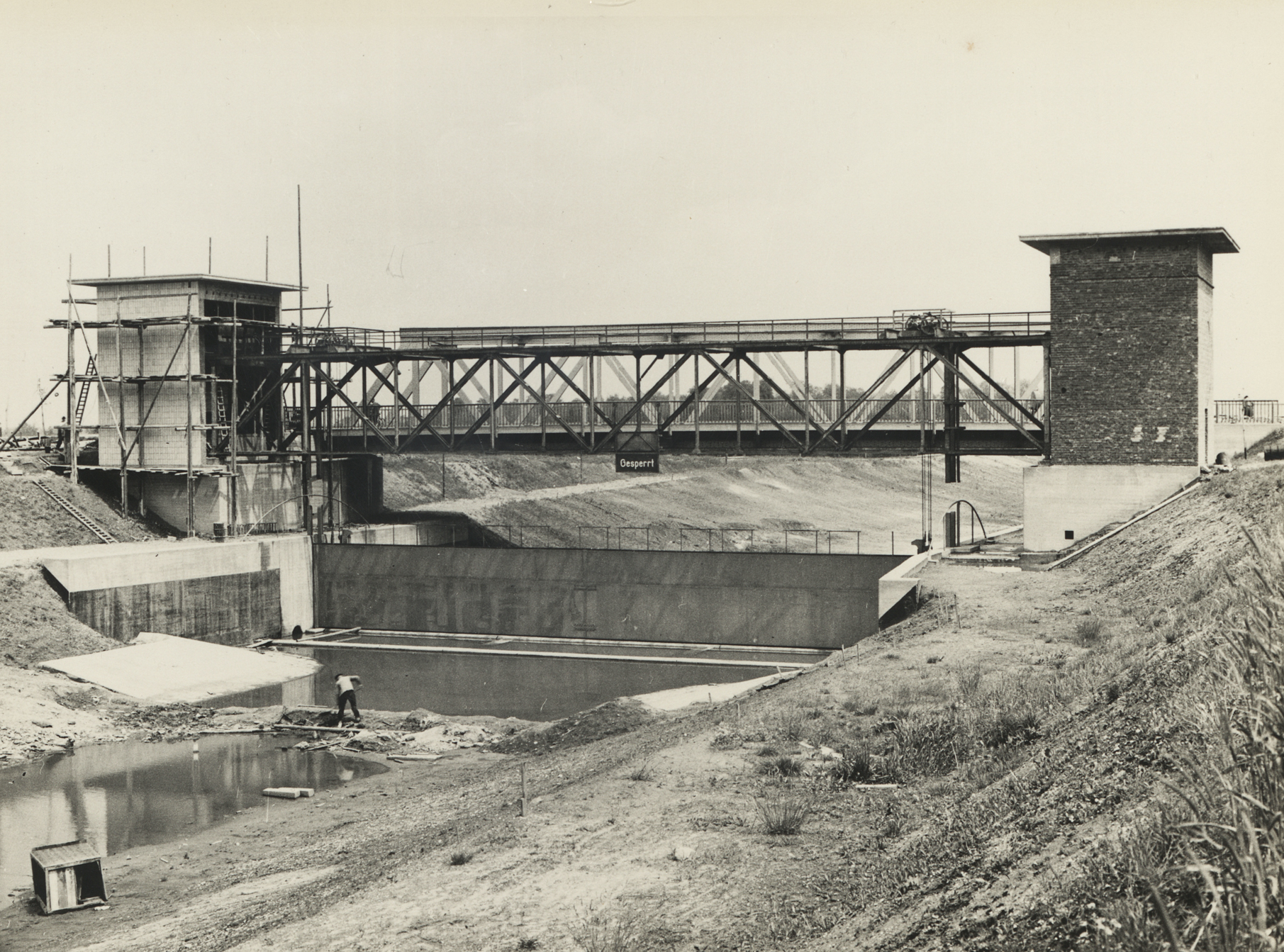
Sicherheitstor West, um 1937
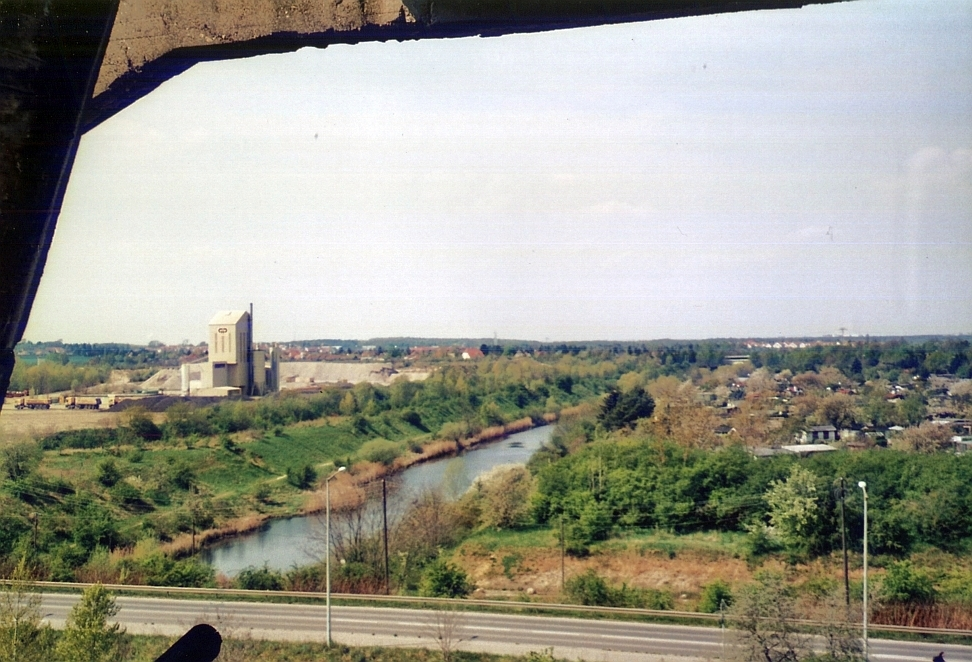
Kanalbeginn in Leipzig
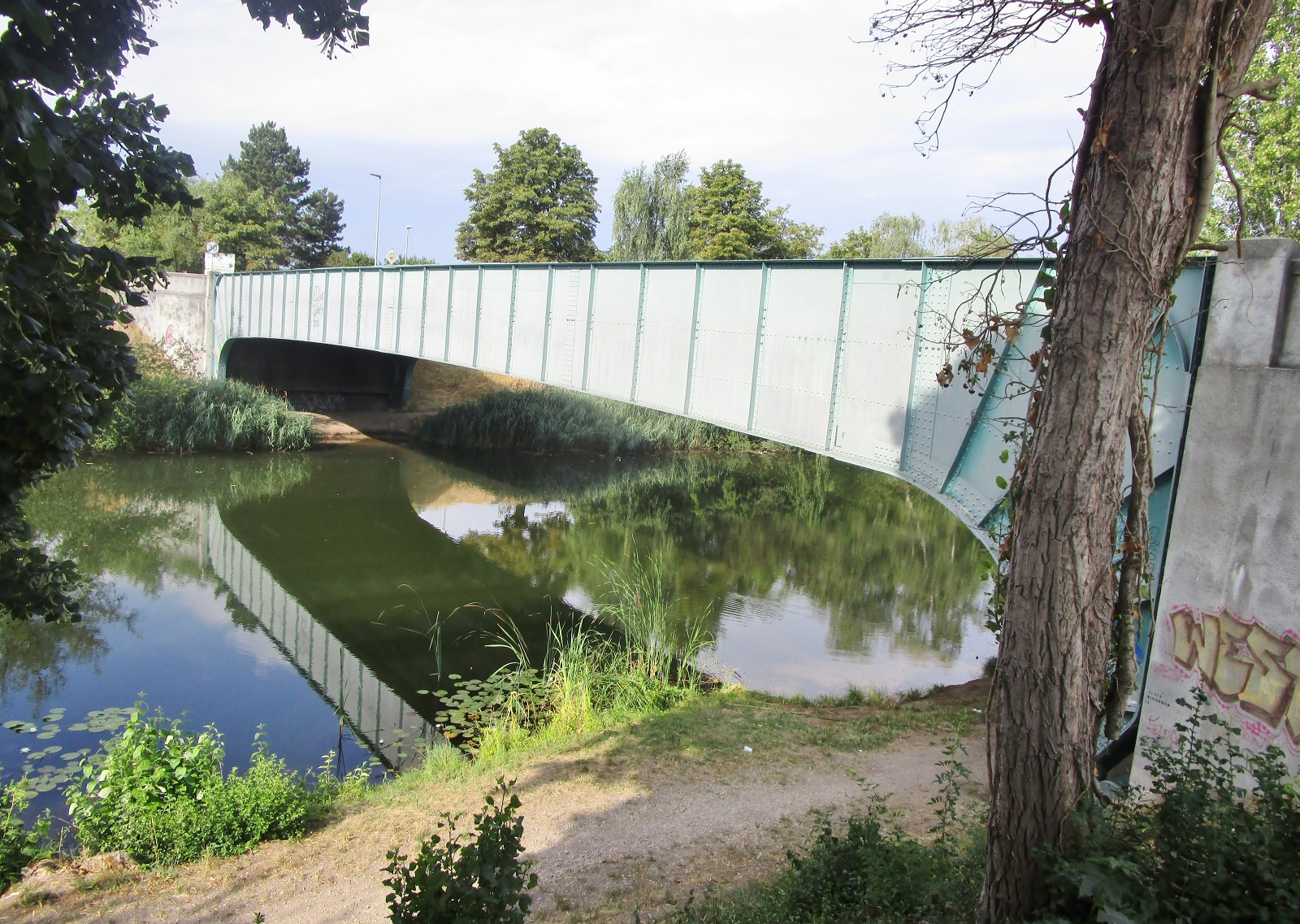
Brücke (Miltitzer Straße) in Burghausen
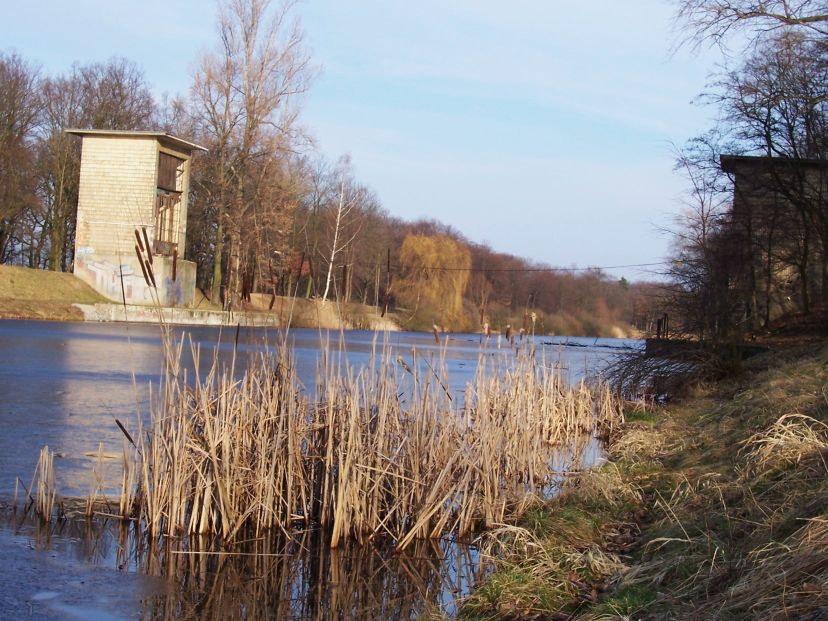
Sicherheitstor Ost bei Burghausen
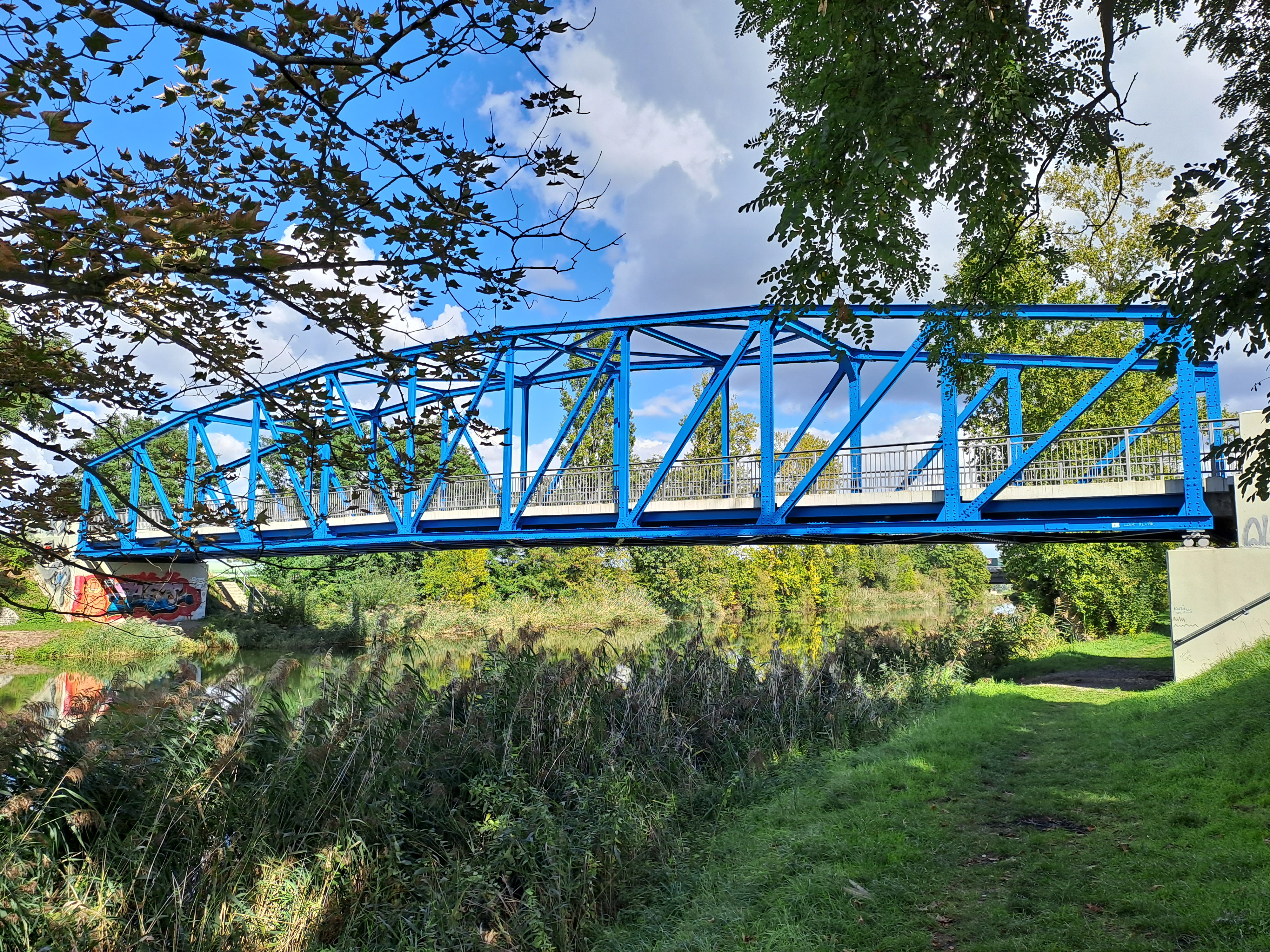
Brücke Möritzsch-Günthersdorf
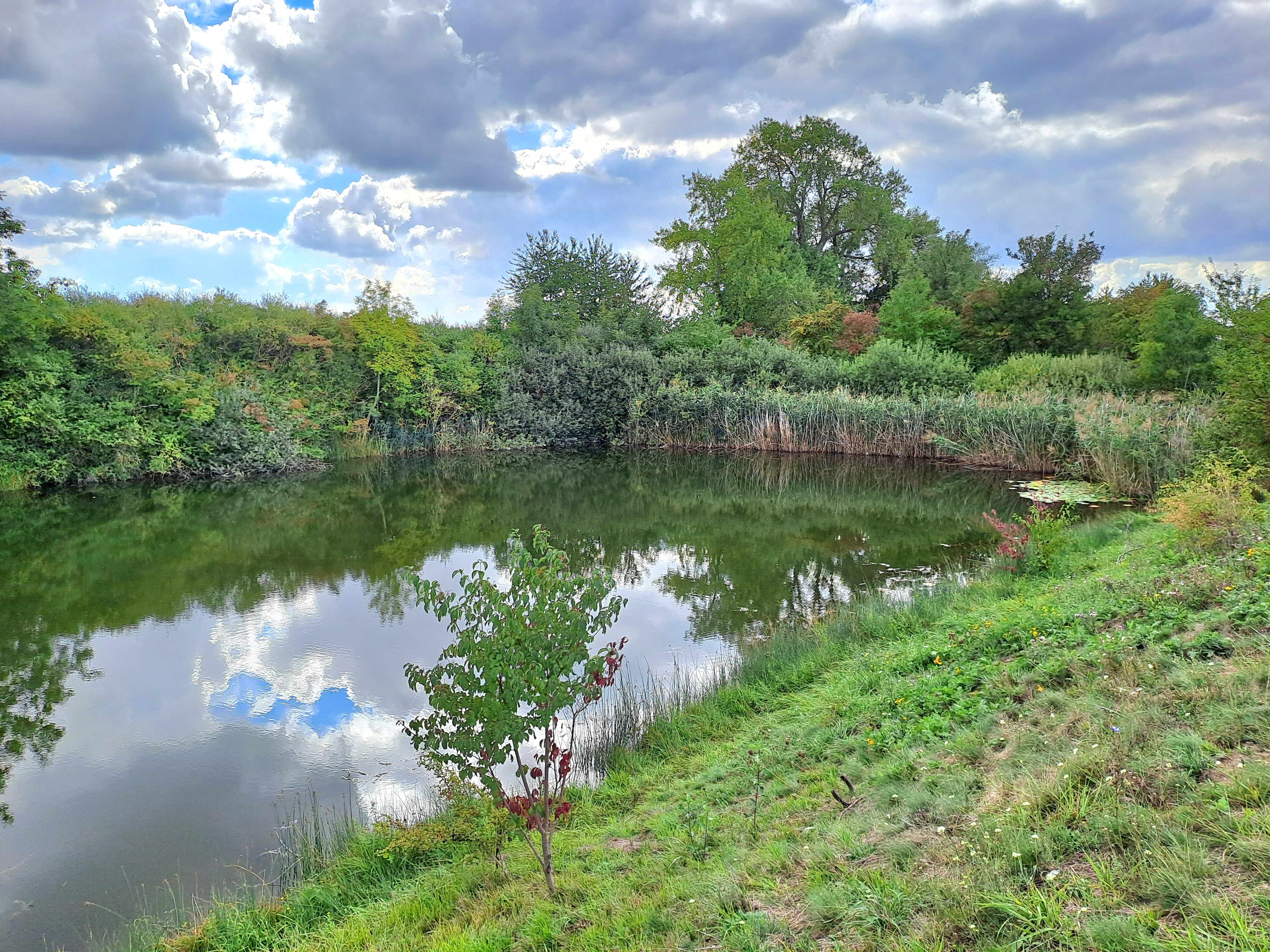
Kanalende bei Günthersdorf
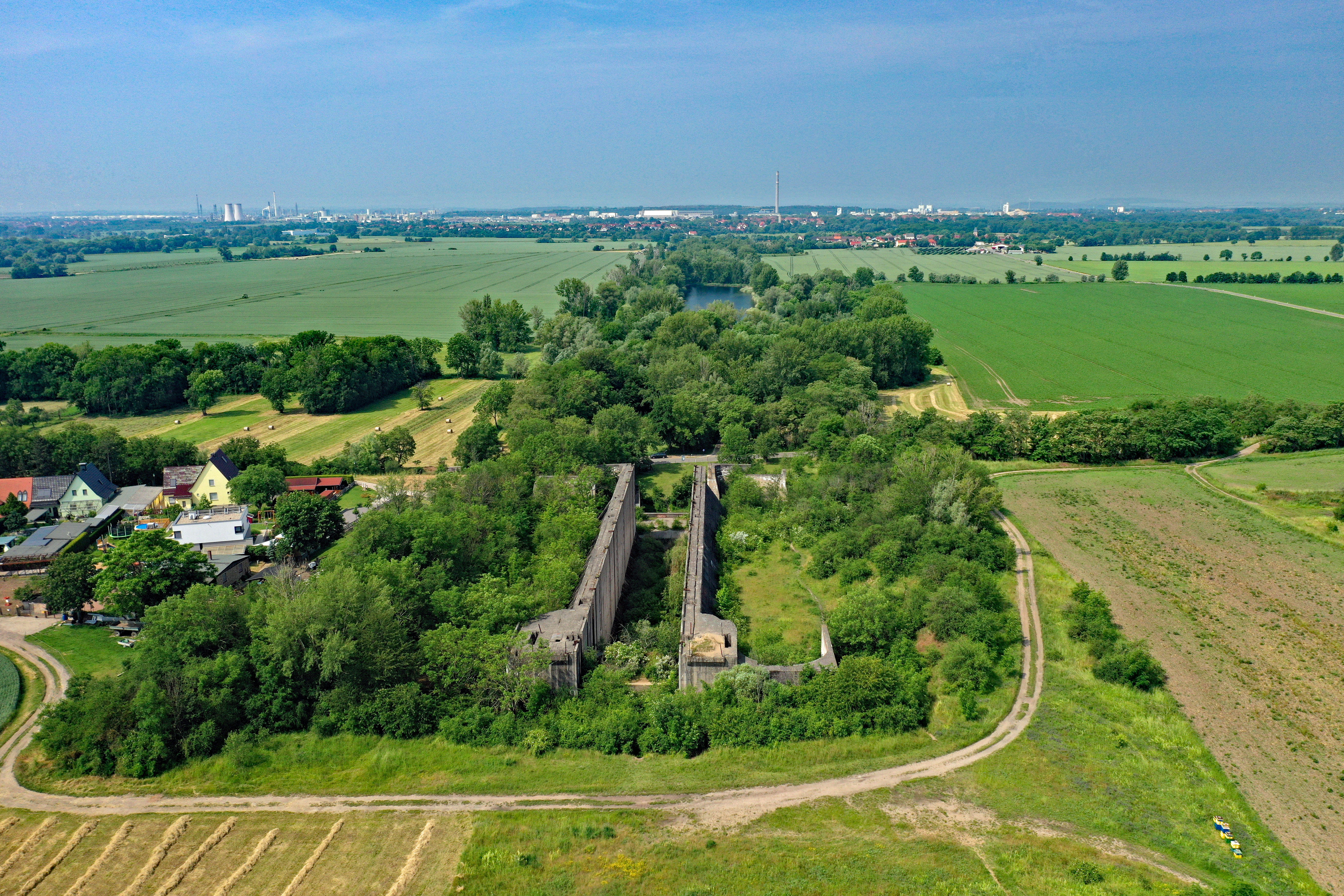
Blick über die Schleusenruine Wüsteneutzsch (am Horizont Leuna)

## Film
- Der unvollendete Mittellandkanal. Die unglaubliche Geschichte eines verlockenden Wasserweges. Dokumentarfilm, Deutschland, 2022, 44:51 Min., Buch und Regie: Dirk Schneider, Produktion: MDR, Reihe: Der Osten – Entdecke wo du lebst, Erstsendung: 31. Mai 2022 bei MDR-Fernsehen, Inhaltsangabe von MDR, Internet-Video aufrufbar bis zum 30. Juli 2025. Mit Autor Dirk Becker, Karina Fischer (Schiffswerft Fischer).